# فرشاط
فرشاط وتقع في الشمال الغربي من منطقة عسير في المملكة العربية السعودية وتبعد عن مدينة أبها قرابة 90 كيلو متر فهي في الشمال الشرقي من محافظة محائل عسير بقرابة 18 كيلو متر ويحد فرشاط من الشمال جبل هادا ومن الجنوب جبال القرو ومن الشرق عقبة الجعده الواقعة في اعلى قرية الشعاونة ومن الغرب الطرف وآل مشول.

## السطح والتضاريس
فرشاط عبارة عن سلاسل جبلية تمتد من الشمال الشرقي إلى الشمال الغربي وأشهرها جبل هادا ومن الجنوب الشرقي إلى الجنوب الغربي (جبال القرو) وهي امتداد لسلسلة جبال الحجاز وتقع فرشاط بين هاتين السلسلتين وهي منطقة منخفضة نوعا ما وتقطن مساكنهم في سهول إقليم تهامة وأطراف الأودية ومنهم من يقطن في تلك الجبال ولكنهم قلة، ومن الأودية وادي فرشاط وبه سميت فرشاط ووادي مرة وكان يجري الماء فيه طوال العام إلى وقت قريب اما الآن فيجري الماء في مواسم الأمطار فقط ويصب في وادي حلي ووادي قبرة وهو أكبر وادي في جبل هادا وتشتهر بالشعاب ومنها شعب سبيجة وشعب الذفرة وشعب قلدة وفيها بعض العيون ومنها عين الفيصل وعين سبيجة وعين المسلم وفي قرناء وهريان يوجد عين الحلفة وعين المجرة وعين الجمية وعين القطار ومن الآبار بئر الشواطي وبئر الخطام وبئر الرحراح وبئر الشميل.

## المناخ
الشتاء فيه بارد يميل إلى الاعتدال والصيف معتدل مائل إلى الحرارة أحياناً ويرتادها الناس في فصل الشتاء عن طريق عقبة الجعده والطرق الأخرى المؤدية إليها وتتميز فرشاط بكثرة هطول الأمطار عليها على مدار السنة.

## الزراعة
تتميز فرشاط بأنها منطقة زراعية وأرضها صالحة للزراعة وربما يعود السبب لكثرة هطول الأمطار عليها ومن أهم المحاصيل الزراعية : الدخن والبيضاء والسمسم والبجيدة والزعر والقريني والدجر
وينتج البن في جبل هادا